# Rubio Guerra
Rubio Mileo Guerra Junior, mais conhecido como Rubinho, (Poços de Caldas, 11 de janeiro de 1968), é um brasileiro ex-jogador de futebol e futsal, e atual treinador de futsal e futebol.

## Carreira
Natural de Poços de Caldas, Rubio é ex-atleta profissional do futebol, tendo iniciado a carreira de jogador no São Paulo. Posteriormente, passou por Palmeiras, Caldense, Portuguesa, Newells Old Boys (ARG) e finalizado no América (MG). Rubinho foi campeão Argentino de Futsal pelo Newell's Old Boys de Rosário ao lado do irmão Tadeu, quando foram ajudar a desenvolver o futsal FIFA no país em 1994.
Em sua passagem pelo Oriente Médio, foi o primeiro brasileiro a trabalhar no Futsal do Qatar; ajudou na criação da Liga Nacional e também no desenvolvimento do esporte no país, onde trabalhou por três anos consecutivos. Ele foi contratado pelo Comitê Olímpico do Qatar e assumiu a Seleção em 2007 finalizando o projeto em 2010. Também foi o primeiro treinador brasileiro a chegar ao Kuwait, no Al Arabi Sporting Club além de ajudar a iniciar o esporte com as regras da FIFA no Canadá, onde levou a seleção para a disputa do Grand Prix no Brasil em 2007. Foi o primeiro treinador de futsal brasileiro a trabalhar no Oriente Médio.
Após deixar a Seleção Catari, trabalhou no Qatar Sport Club onde permaneceu por seis meses e aceitou o convite para treinar o Al Arabi do Kuwait onde foi Campeão da Copa do Rei do Kuwait em 2013 e se transferiu se para a Seleção de Futsal dos Emirados Arabes Unidos e viveu em Dubai até 20 de agosto de 2016.

## Títulos

### Como jogador
Newell's Old Boys
- Campeão Argentino de Futsal: 1994

### Como treinador
Al-Arabi Kuwait
- Copa do Rei do Kuwait: 2013[3]

### Prêmios individuais
- 13º Melhor treinador de Futsal do Mundo por Futsal Planet (UMBRO): 2008